# Voo Azerbaijan Airlines 8243
Voo Azerbaijan Airlines 8243 foi uma rota aérea internacional regular de passageiros, que ligava o Aeroporto Internacional Heydar Aliyev, em Baku, Azerbaijão, ao Aeroporto Internacional de Grózni, perto de Grózni, Rússia. Em 25 de dezembro de 2024, a aeronave Embraer 190 AR foi severamente danificada, possivelmente por um míssil antiaéreo, durante a aproximação a Grózni, caindo perto do Aeroporto Internacional de Aktau, no Cazaquistão, com 62 passageiros e cinco tripulantes, dos quais 38 morreram no acidente, incluindo os dois pilotos e um comissário de bordo, e 24 ficaram feridos.
Agências de notícias russas informaram que o avião voava de Baku para Grózni, na república russa da Chechênia, mas foi alternado devido à neblina em seu destino. Os sobreviventes relataram que houve uma explosão e que estilhaços atingiram a aeronave durante sua aproximação a Grózni. A aeronave estaria emitindo o código 7700 em seu transponder, sinalizando uma emergência a bordo enquanto sobrevoava o Mar Cáspio. Logo após o acidente, a companhia aérea e a Agência Federal de Transporte Aéreo da Rússia sugeriram que a causa poderia ter sido uma colisão com pássaros, embora autoridades russas e azerbaijanas tenham dito que era muito cedo para especular. Imagens do local do acidente mostraram vários furos na cauda, danos que os especialistas consideraram inconsistentes com uma colisão com pássaros e semelhantes a um impacto com um míssil terra-ar.
Em 26 de dezembro, a Euronews informou que, de acordo com fontes do governo do Azerbaijão, o avião foi atingido em pleno voo por um míssil terra-ar russo durante esforços para repelir um ataque de drones ucranianos, no Aeroporto de Grózni. Os estilhaços da explosão atingiram alguns passageiros e a tripulação de cabine. Em 27 de dezembro, o The New York Times noticiou que os investigadores azerbaijanos acreditavam que um sistema de defesa aérea russo Pantsir-S1 tinha danificado o avião antes dele cair.
Em 28 de dezembro, o presidente russo Vladimir Putin pediu desculpas ao presidente do Azerbaijão, Ilham Aliyev, pelo "trágico incidente" envolvendo a aeronave que ocorreu no espaço aéreo russo. Ele disse que drones ucranianos tinham como alvo Grózni na época e que as defesas aéreas russas repeliram esses ataques, mas não confirmou que o voo havia sido abatido ou disse que a Rússia era responsável. Em 29 de dezembro, o presidente Aliyev disse que a Rússia tinha abatido acidentalmente o avião, acusou o governo russo de tentar ofuscar e “abafar” o acidente e exigiu dos russos uma admissão total de culpa, punição para os responsáveis e indenização para as vítimas.

## Acidente
A aeronave decolou do Aeroporto Internacional Heydar Aliyev, em Baku, às 07h55 AZT (horário do Azerbaijão) em um voo para o Aeroporto Internacional de Grózni.
Após atingir a altitude de cruzeiro e voar por um tempo, houve alguma interferência inicial nas comunicações, antes que a aeronave desaparecesse da cobertura ADS-B, às 08h40, enquanto descia em direção ao Aeroporto de Grózni. De acordo com o serviço de rastreamento de voos Flightradar24, a aeronave foi "exposta a forte interferência e falsificação de GPS" enquanto voava perto de Grózni. O bloqueio do GPS é um problema conhecido em voos e foi encontrado ao entrar no espaço aéreo russo. Foram criadas várias listas de verificação para lidar com esse tipo de interferência, enquanto a falsificação é vista como mais insidiosa.
Às 09h16 (08h16 hora local [Grózni]), a tripulação relatou uma "perda de controle devido a colisão com pássaros". Um passageiro sobrevivente disse que na terceira tentativa de pouso em meio a um nevoeiro denso em Grozny, uma explosão arrancou parte da estrutura da aeronave.
A tripulação solicitou o redirecionamento de volta para Makhachkala, mas logo depois, às 09h22, relatou uma falha hidráulica. Tendo desviado na direção do Aeroporto de Uytash de Makhachkala, no Daguestão, Rússia, foi relatado que o clima também estava ruim e a aeronave não conseguiu pousar.
A tripulação emitiu o sinal de socorro 7700, às 09h25, relatando uma falha no sistema de controle. Às 09h49 os pilotos solicitaram um pouso de emergência no Aeroporto Internacional de Aktau e tentaram gerenciar a aproximação em modo direto, com o tempo estimado de pouso definido para 10h25 (11h25 horário do Cazaquistão AQTT, UTC+05:00). Entretanto, às 10h00 (11:00 AQTT), o Departamento de Situações de Emergência da Região de Mangystau enviou equipes de a emergências para o aeroporto de Aktau.
O avião entrou no espaço aéreo cazaque às 10h02, reaparecendo no ADS-B às 10h07, enquanto ainda voava sobre o Mar Cáspio em direção a Aktau. Os dados de altitude e velocidade das transmissões ADS-B indicaram que a aeronave experimentou variações extremas de altitude e velocidade.
Não conseguindo pousar na primeira tentativa, a aeronave iniciou uma manobra de arremetida, para se reposicionar para outra aproximação à pista. Ao fazer a terceira curva, às 10h28, a comunicação entre os pilotos e o controle de tráfego aéreo foi perdida. Às 10h30, o avião atingiu o solo a três quilômetros do aeroporto, com sua asa direita atingindo primeiro. Em seguida, ele caiu, explodiu e se quebrou em dois pedaços grandes. A explosão, combinada com o incêndio que ocorreu após a queda, destruiu a parte frontal do avião. A cauda parou de cabeça para baixo, longe dos destroços principais, e permaneceu praticamente intacta. O acidente foi capturado em vídeo, que mostrou que o trem de pouso foi acionado quando o avião atingiu o solo. Em resposta, recursos e pessoal adicionais do Departamento de Situações de Emergência, inicialmente estacionado no aeroporto de Aktau, chegaram prontamente ao local às 10h35 e extinguiram o incêndio às 11h05 AZT (12:05 AQTT). Um membro sobrevivente da tripulação disse que os pilotos inicialmente ordenaram que eles se preparassem para um pouso na água antes de mudar para um pouso no solo.
Das 67 pessoas a bordo, 29 sobreviveram e 38 morreram. A vítima fatal mais jovem foi um rapaz de 13 anos de idade. Dos cinco tripulantes a bordo, dois comissários de bordo sobreviveram e ambos os pilotos e um comissário de bordo morreram. As autoridades disseram que todas as fatalidades ocorreram no local. Os 29 sobreviventes, incluindo duas crianças, foram hospitalizados após o acidente devido a ferimentos que incluíam lesões craniocerebrais fechadas, concussão cerebral, lesões torácicas fechadas e choques traumáticos. Onze deles estavam em estado crítico. Acredita-se que a maioria dos sobreviventes estava sentada na parte traseira da aeronave, que era o ponto mais distante do local do acidente.

## Contexto

### Aeronave
A aeronave envolvida, que foi fabricada em 2013, era um Embraer 190 AR, registrado como 4K-AZ65 e batizado de Gusar, em homenagem à capital regional do Azerbaijão de mesmo nome. Era movido por dois motores General Electric CF34 -10E6 e passou por sua última manutenção em 18 de outubro de 2024. Ele fez seu primeiro voo em 22 de julho de 2013 e era de propriedade da Azerbaijan Airlines. Desde 2013, a aeronave foi operada pela companhia aérea, exceto de 2017 a 2023, quando voou sob a subsidiária da companhia aérea Buta Airways. A aeronave tinha 11 anos na época do acidente.

### Passageiros e tripulação
A aeronave transportava 62 passageiros. Destes, 37 eram cidadãos do Azerbaijão, 16 da Rússia, 6 do Cazaquistão e 3 do Quirguistão. Quatro menores estavam a bordo.
A aeronave tinha uma tripulação de cinco pessoas: dois pilotos e três comissários de bordo, todos eles azerbaijanos. O capitão Igor Kshnyakin era o piloto em comando enquanto seu copiloto era o primeiro oficial Aleksandr Kalyaninov. Kshnyakin tinha mais de 15 mil horas de voo. Os pilotos do avião e a comissária de bordo foram condecorados postumamente pelo presidente Ilham Aliyev com o título de heróis nacionais, enquanto os dois tripulantes sobreviventes, Zulfiqar Asadov e Aydan Rahimli, receberam a Ordem de "Rashadat" (Coragem) de 1º grau.
| País        | Passageiros | Equipe | Total | Passageiros sobreviventes | Tripulação sobrevivente     | Referência                  |
| ----------- | ----------- | ------ | ----- | ------------------------- | --------------------------- | --------------------------- |
| Azerbaijão  | 37          | 5      | 42    | 14                        | 2                           | [ 28 ] [ 46 ] [ 47 ] [ 13 ] |
| Cazaquistão | 6           | —      | 6     | —                         | [ 48 ] [ 46 ] [ 47 ] [ 13 ] |                             |
| Quirguistão | 3           | —      | 3     | 3                         | —                           | [ 46 ] [ 47 ] [ 13 ] [ 9 ]  |
| Rússia      | 16          | —      | 16    | 9                         | —                           | [ 46 ] [ 13 ] [ 47 ]        |
| Total       | 62          | 5      | 67    | 26                        | 2                           |                             |

## Consequências

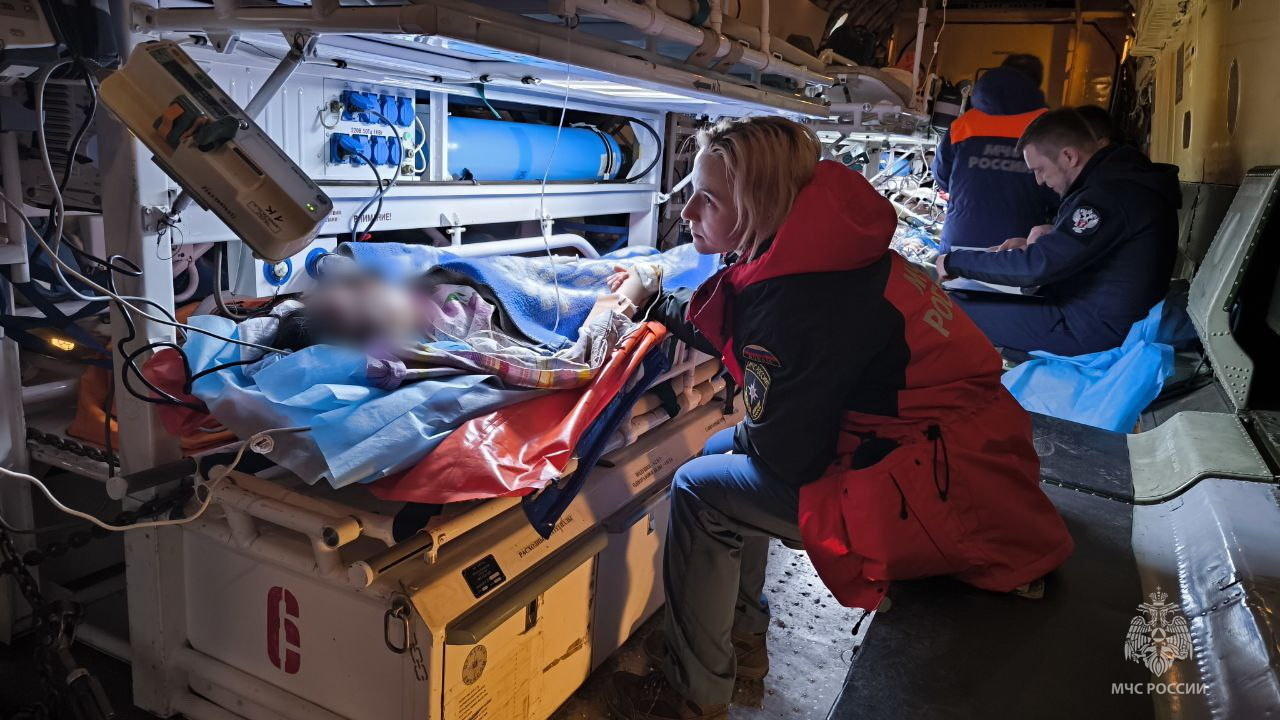
Transporte para Moscou de cidadãos russos feridos na queda do voo 8243

Após o acidente, foi declarado estado de emergência no distrito de Tupkaragan, onde a aeronave caiu. Um total de 482 equipes de resposta a emergências, 97 equipamentos especiais, 10 brigadas caninas e 2 aeronaves foram mobilizados para o local do acidente. Médicos adicionais foram enviados de Astana para tratar os feridos. O hemocentro da Região de Mangystau entrou em contato com o público, pedindo que pessoas saudáveis doassem sangue. Pouco depois, os moradores de Aktau chegaram ao centro para doar sangue, com cerca de 300 participantes. Os moradores de Astana também fizeram fila no centro de sangue da cidade para doar sangue. O Ministério Russo de Situações de Emergência enviou equipamentos e profissionais médicos para o Cazaquistão para ajudar na resposta ao acidente. Mais tarde, transportou de avião para Moscou os cidadãos russos feridos no acidente.  Em 26 de Dezembro, sete azerbaijanos feridos foram repatriados pelo Ministério de Situações de Emergência de Baku.
Foi criada uma sede com base no Centro de Comando do Ministério de Emergências do Cazaquistão, que incluía representantes do Ministério do Interior, do Ministério da Saúde, do Ministério dos Transportes, da Guarda Nacional, do Ministério das Relações Exteriores e de outras agências governamentais. Um blogueiro, Azamat Sarsenbayev, foi preso e condenado a 10 dias de detenção após tirar fotos e vídeos do local do acidente. A polícia cazaque alegou que Sarsenbayev operou um drone, obstruiu as operações de resgate e recusou-se a obedecer às ordens da polícia. Entretanto, o presidente Kassym-Jomart Tokayev concedeu prêmios aos funcionários do Ministério das Situações de Emergência de Astana, da Companhia Elétrica de Mangistau e do Aeroporto Internacional de Aktau, bem como aos profissionais de saúde e polícias envolvidos na resposta ao acidente.
Um centro de crise foi criado no consulado russo em Oral. Pessoal diplomático também foi enviado ao local do acidente. Representantes do consulado do Azerbaijão em Aktau também foram enviados ao local do acidente. Uma equipe médica especial e equipamento relacionado foram também enviados do Azerbaijão. No dia do acidente, uma das duas caixas pretas da aeronave foi localizada por uma equipe de busca. A segunda foi recuperada no dia seguinte.
A Azerbaijan Airlines suspendeu os seus voos Baku–Grozny–Baku e Baku–Makhachkala–Baku durante o período da investigação. Também abriu uma linha direta para parentes dos que estavam a bordo e mudou seus perfis nas redes sociais para preto em sinal de luto. A companhia aérea israelita El Al suspendeu os voos de Tel Aviv para Moscou durante uma semana, “citando acontecimentos no espaço aéreo russo”. Em 27 de dezembro, a Azerbaijan Airlines também suspendeu os voos para Sóchi, Volgogrado, Ufa, Samara, Mineralnye Vody, Nijni Novgorod, Vladikavkaz e Saratov, alegando "razões de segurança", provavelmente devido à investigação que encontrou mísseis antiaéreos no avião. A Qazaq Air também suspendeu os seus voos de Astana para Ecaterimburgo até 27 de janeiro de 2025, citando preocupações semelhantes. A FlyDubai também suspendeu voos para Sóchi e Mineralnye Vody por alguns dias.
Segundo fontes do governo do Azerbaijão, a investigação preliminar indicou que o acidente foi causado por um míssil russo. O Kremlin declarou que não comentaria as causas da queda do avião em Aktau até que os resultados da investigação fossem anunciados. A OTAN apelou a uma investigação abrangente sobre o acidente.
A Azerbaijan Airlines disse que pagaria 20 mil manats (aproximadamente 12 mil dólares) como indenização a cada um dos passageiros feridos, e 40 mil manats (cerca de 23 mil dólares) às famílias dos que morreram. Além disso, todos os passageiros sobreviventes receberão o pagamento do seguro relevante, de acordo com a lei do Azerbaijão.

### Reações

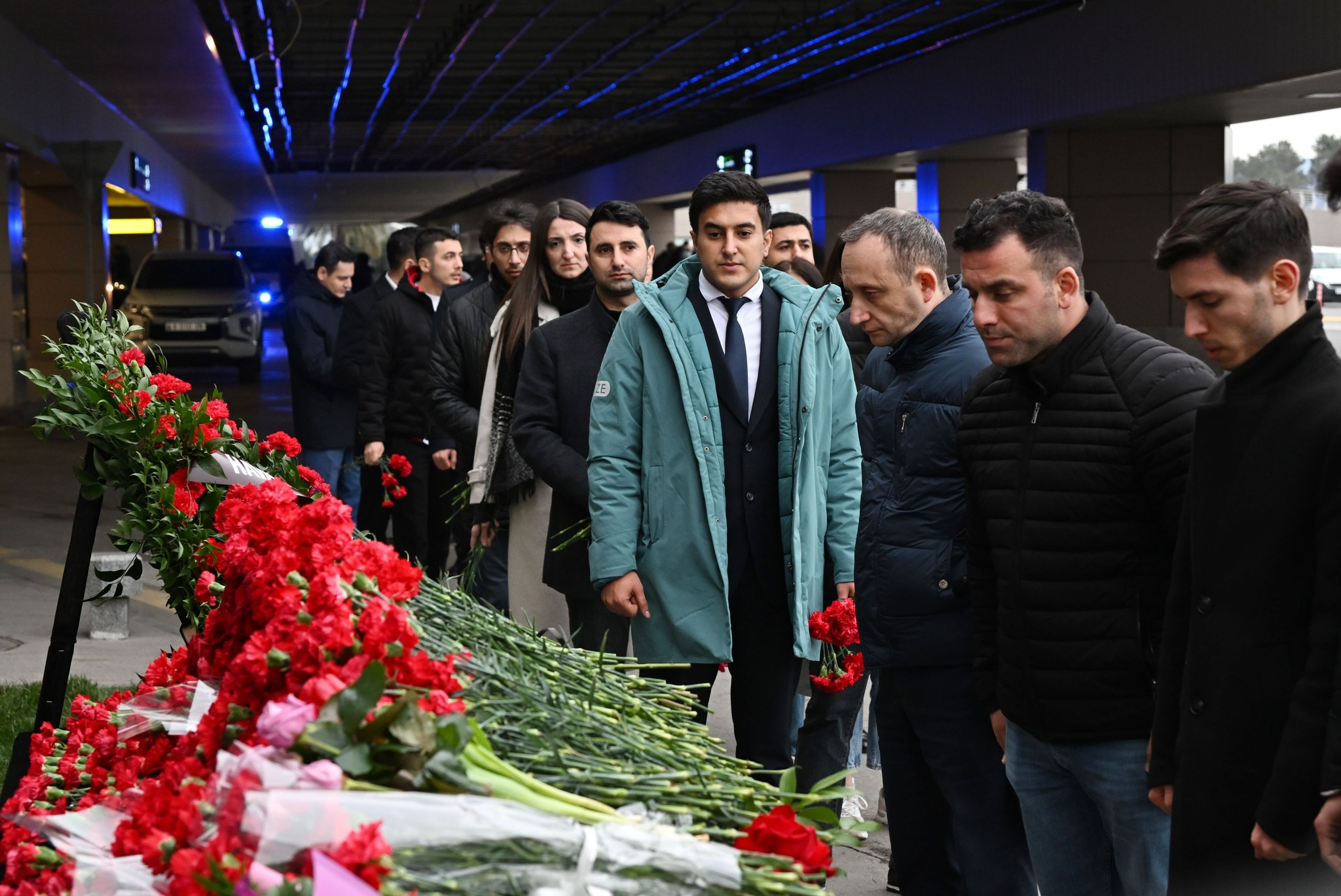
Comemoração do voo no Aeroporto Heydar Aliyev em Baku, Azerbaijão, 26 de dezembro de 2024

O presidente do Azerbaijão, Ilham Aliyev, estava a caminho da cimeira da Comunidade dos Estados Independentes em São Petersburgo, na Rússia, quando a notícia do acidente se espalhou, levando-o a regressar a Baku, onde realizou uma reunião de emergência sobre o acidente pouco depois de aterrisar no aeroporto da cidade.Ele declarou um dia de luto nacional para 26 de dezembro e mais tarde agradeceu às autoridades cazaques pela sua resposta ao desastre. A primeira-dama e vice-presidente Mehriban Aliyeva também expressou condolências, assim como o primeiro-ministro Ali Asadov. As condolências ao Azerbaijão foram expressas pelo presidente cazaque Kassym-Jomart Tokayev e pelo presidente russo Vladimir Putin, bem como por líderes de países fora da rota do voo.
Flores foram depositadas na embaixada do Azerbaijão em Astana em luto pelas vítimas. Em meio a relatos de que a aeronave foi alvo de disparos durante um ataque de drones ucranianos, o presidente ucraniano Volodymyr Zelenskyy pediu uma "investigação completa", acrescentando que as evidências visuais no local do acidente "apontam para a responsabilidade da Rússia". Em 28 de dezembro, Zelenskyy telefonou para Aliyev, expressou condolências e apoio ao Azerbaijão e declarou que "a Rússia deve fornecer explicações claras e parar de espalhar desinformação". O porta-voz da Casa Branca, John Kirby, disse que os Estados Unidos tinham visto "primeiros indícios" de que a Rússia pode ter sido responsável pelo acidente, acrescentando que Washington se ofereceu para ajudar na investigação. A chefe da política externa da União Europeia, Kaja Kallas, também disse que o acidente foi um “lembrete gritante” do abate do voo 17 da Malaysia Airlines em 2014 e apelou a uma “investigação internacional rápida e independente”.
Um minuto de silêncio foi realizado ao meio-dia em todo o Azerbaijão para marcar o dia de luto nacional em 26 de dezembro. Foi decidido que os jogos da oitava jornada da Liga Premier de Futsal do Azerbaijão e da Taça Nacional de Futsal do Azerbaijão, agendados para 26 de dezembro, começarão com um minuto de silêncio. Devido ao dia de luto nacional, as partidas dos campeonatos nacionais de taekwondo e de luta livre foram adiadas. Além disso, todos os eventos culturais e de massas previstos em teatros e salas de concertos para essa data também foram adiados.
Em 27 de dezembro, Dmitry Yadrov, chefe da autoridade de aviação civil da Rússia, Rosaviatsia, disse que drones ucranianos atacaram Grózni quando o avião estava prestes a pousar em meio a neblina intensa, levando as autoridades a fechar a área ao tráfego aéreo.
Em 27 de dezembro, a mídia azerbaijana informou que Ramzan Kadyrov, chefe da república autônoma da Chechênia, tentou entrar em contato com o presidente Aliyev em particular e ofereceu "apoio financeiro" às vítimas, o que foi interpretado como uma admissão pessoal de responsabilidade e uma tentativa de resolver o caso discretamente, sem desculpas públicas. Este pedido foi negado e recebido negativamente em Baku. Kadyrov declarou luto no dia 28 de dezembro na Chechênia.
De acordo com a Aviation Safety Network da Flight Safety Foundation, seria o terceiro grande abate de uma aeronave civil ligada a um conflito armado desde 2014, juntamente com o Voo Malaysia Airlines 17 e o Voo Ukraine International Airlines 752. O Voo Iran Air 655 também foi abatido acidentalmente perto de uma zona de guerra em 1988. O Wall Street Journal destacou os riscos da aviação civil perto de zonas de guerra, afirmando que o abate acidental de aeronaves civis se tornou a principal causa de mortes na aviação comercial nos últimos anos.
Em 26 de dezembro, Ramzan Kadyrov concedeu uma medalha ao seu sobrinho Hamzat Kadyrov pelo comando da defesa aérea da Chechênia, o que causou reações negativas no Azerbaijão.
Em 28 de dezembro, Putin pediu desculpas a Aliyev pelo "trágico incidente envolvendo a aeronave que ocorreu no espaço aéreo russo", embora não tenha confirmado que o voo havia sido abatido e não tenha assumido a responsabilidade. Ele também acrescentou que drones ucranianos estavam atacando Grózni e que os sistemas de defesa aérea russos foram ativados para responder ao ataque. O Kremlin disse que a Rússia havia iniciado uma investigação criminal sobre o incidente e cooperaria com os promotores azerbaijanos.

## Investigação

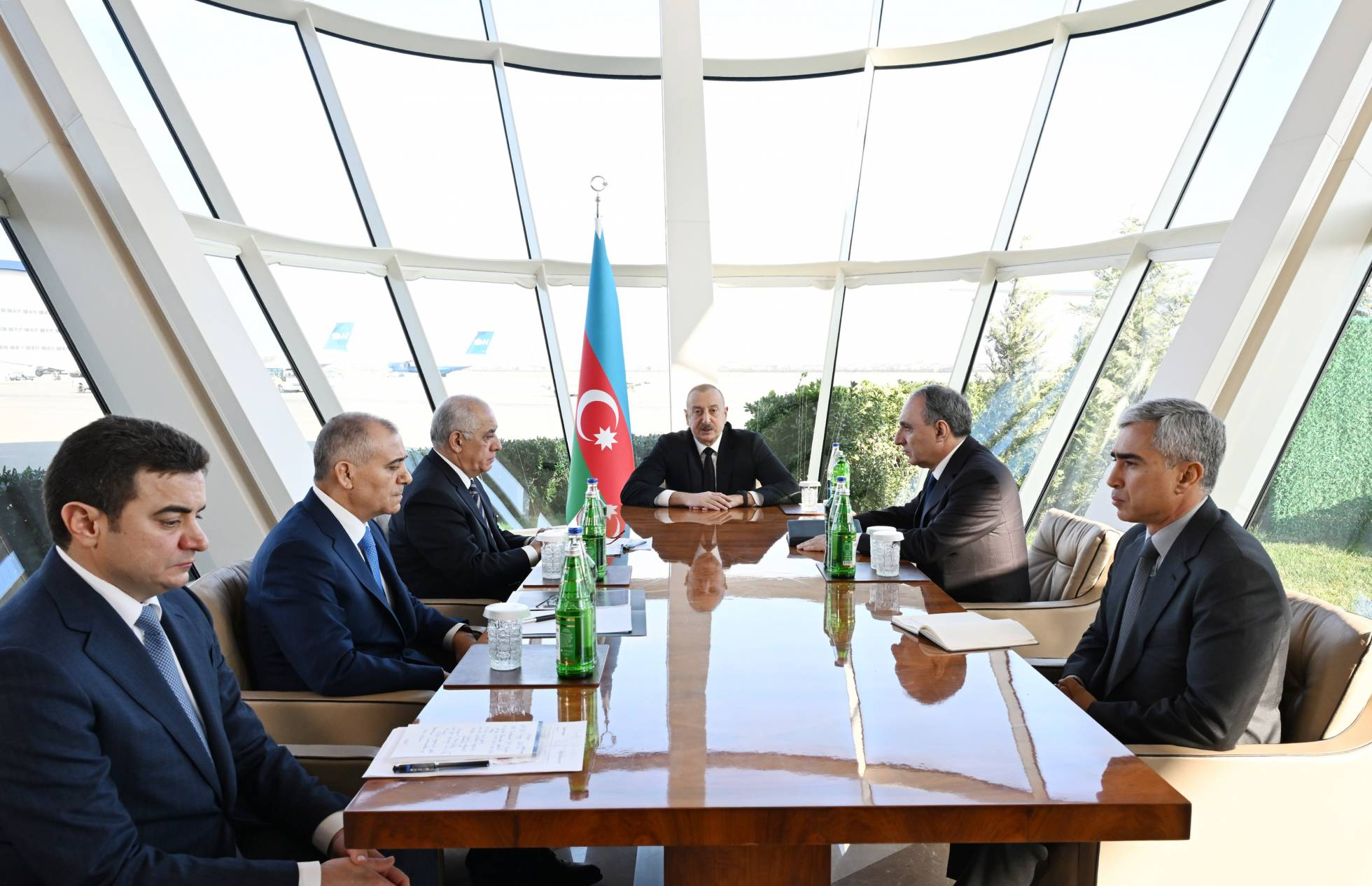
O presidente do Azerbaijão, Ilham Aliyev, em uma reunião de gabinete em conexão com a queda do avião, 25 de dezembro de 2024

Tanto o Azerbaijão como o Cazaquistão abriram comissões para investigar o desastre. A comissão cazaque foi chefiada pelo vice-primeiro-ministro Qanat Bozymbaev, enquanto o ministro de emergências cazaque, Chingis Arinov, também visitou Aktau. A comissão do Azerbaijão foi chefiada pelo primeiro-ministro Ali Asadov. O Azerbaijão enviou uma delegação composta pelo seu ministro das situações de emergência, pelo procurador-geral adjunto e pelo vice-presidente da Azerbaijan Airlines a Aktau para conduzir uma investigação no local. Convidou também um grupo de peritos em aviação civil da Turquia para prestar assistência. A Embraer disse que ajudaria na investigação junto com a agência brasileira de investigação de incidentes aéreos CENIPA, que enviou representantes ao Cazaquistão. A Rússia também abriu uma investigação inicialmente liderada pelo Departamento de Investigação Inter-regional Ocidental para os Transportes e, mais tarde, pelo Comité de Investigação.
Em 26 de dezembro, o Cazaquistão afirmou que as autoridades da Rússia e do Azerbaijão não estavam autorizadas a participar na investigação forense. Em 27 de dezembro, o Azerbaijão rejeitou uma proposta da Rússia e do Cazaquistão para que o acidente fosse investigado pelo Comitê de Aviação Interestadual da Comunidade dos Estados Independentes, afirmando que queria que a investigação fosse conduzida por peritos internacionais e especialistas da Embraer. O presidente Ilham Aliyev citou questões de objectividade causadas pela predominância de funcionários russos no comitê como razão para a recusa.
Logo após o acidente, a Azerbaijan Airlines declarou que colisões com pássaros poderiam ter causado a queda do avião, com o presidente da Azerbaijan Airlines, Samir Rzayev, falando a jornalistas, descartando uma falha técnica como uma causa potencial. A Agência Federal de Transporte Aéreo da Rússia sugeriu que, com base em informações preliminares, o pedido de pouso de emergência foi devido a uma colisão com pássaros, Mais tarde, os serviços de emergência do Cazaquistão relataram que um cilindro de oxigênio a bordo poderia ter explodido.
A hipótese de colisão com pássaros foi logo questionada, pois as imagens da cena mostraram furos significativos nas superfícies da cauda. Os sobreviventes do acidente relataram ter ouvido uma explosão seguida de estilhaços que atingiram o avião e alguns passageiros. A tripulação relatou um forte impacto na fuselagem causado inicialmente por pássaros. Vários especialistas de diferentes países declararam que os danos nas imagens não eram consistentes com uma colisão com pássaros e que as aves não voam na altitude em que o avião estava quando os danos iniciais ocorreram.
Em 26 de dezembro, fontes do governo azerbaijano declararam à AnewZ e à Euronews que um Pantsir-S1 russo disparou um míssil contra a aeronave sobre Grózni, detonando perto do avião, ferindo passageiros e membros da tripulação. Segundo as mesmas fontes, apesar dos pedidos dos pilotos para efetuarem uma aterrisagem de emergência, foi-lhes negada a sua realização em qualquer aeroporto russo, tendo-lhes sido ordenado que voassem em direção a Aktau. Análises subsequentes indicaram que a explosão do míssil ocorreu a uma altitude de 2,4 quilômetros sobre o distrito de Naursky, 18 quilômetros ao norte-noroeste do aeroporto de Grózni. De acordo com fontes russas, enquanto o voo 8243 sobrevoava o espaço aéreo checheno, as forças de defesa aérea russas estavam ativamente atacando drones ucranianos. Na manhã de 25 de dezembro, o chefe do Conselho de Segurança da República Chechena, Khamzat Kadyrov, confirmou que Grózni havia sido atacada por drones. Ele afirmou que não houve vítimas ou danos resultantes do acidente. Os meios de comunicação social azerbaijanos também publicaram relatórios semelhantes, citando a declaração da Euronews.
Posteriormente, quatro fontes no Azerbaijão com conhecimento da investigação informaram a Reuters que o avião foi abatido por um sistema de defesa aérea russo. De acordo com uma das fontes, a investigação preliminar mostrou que o avião foi atingido por um sistema de defesa aérea russo Pantsir-S e que os seus sistemas de comunicação foram bloqueados por sistemas de guerra eletrônica ao aproximar-se de Grózni. Em resposta, o deputado azerbaijano Rasim Musabayov exigiu da Rússia um pedido oficial de desculpas e que os responsáveis fossem levados à justiça, acrescentando que, caso contrário, “as relações entre os dois países seriam afetadas”.
No artigo publicado no The Times em 27 de dezembro, um piloto americano, bem como dois especialistas franceses que analisaram o vídeo pós-acidente, observaram que o avião provavelmente foi atingido por um míssil. O artigo afirma que, após perder todos os sistemas de controle de voo, os pilotos tentaram fazer um pouso de emergência usando apenas o empuxo dos motores. Especialistas relataram que vídeos feitos antes e depois do acidente indicam que estilhaços perfuraram a parte traseira da aeronave, desativando todos os três sistemas hidráulicos paralelos localizados nas asas e na cauda. Quando os sistemas de controle falharam, a tripulação provavelmente tentou controlar os ângulos de inclinação e rotação da aeronave ajustando independentemente a potência de impulso dos dois motores a jato.
Em 27 de dezembro, o ministro do desenvolvimento digital e dos transportes do Azerbaijão, Rashad Nabiyev, disse que os resultados preliminares mostraram que o voo 8243 caiu devido a "interferência externa física e técnica" de uma arma não especificada.
No mesmo dia, a Agência Federal de Transportes Aéreos da Rússia declarou que um protocolo de céu fechado “Kovyor” tinha sido imposto em Grózni no dia do acidente, citando a presença de drones ucranianos. O canal russo VChK-OGPU no Telegram, no entanto, publicou interceptações parciais das comunicações de rádio entre a tripulação e o ATC russo, que indicavam que Grózni estava consistentemente conduzindo a aeronave para pousar como se tudo estivesse normal. O protocolo “Kovyor” só foi introduzido às 08h17, um minuto depois de a aeronave ter sido atingida por um foguete às 08h16, e foi comunicado ao controlo aéreo apenas às 08h21.
Em 29 de dezembro, o presidente Aliyev disse que a aeronave foi abatida pela Rússia involuntariamente e criticou Moscou por tentar "abafar" o incidente e inicialmente divulgar "versões delirantes" do que aconteceu. Ao mesmo tempo, ele também reconheceu o pedido de desculpas de Putin pelo desastre, ao mesmo tempo que exigiu que a Rússia admitisse a responsabilidade, punisse os culpados e pagasse uma indemnização ao Azerbaijão e às vítimas.
Em 1 de janeiro de 2025, as caixas-pretas do avião da Embraer chegaram a solo brasileiro e, no dia seguinte, começaram a ser analisadas pelos profissionais do CENIPA da Aeronáutica do Brasil. Em 6 de janeiro, o CENIPA concluiu a análise das caixas-pretas do avião da Embraer.
Em 24 de janeiro de 2025, a mídia azerbaijana confirmou os resultados de uma investigação conduzida na Rússia, que revelou que a aeronave havia sido abatida pelo sistema de defesa aérea (AD) "Pantsir S-1". Foi relatado que esse sistema foi trazido da Síria para a Rússia. A investigação determinou que equipamentos de guerra radioeletrônica haviam sido usados contra a aeronave, e o lado russo identificou tanto os indivíduos que atiraram na aeronave quanto aqueles que deram as ordens.
Em 4 de fevereiro, um relatório preliminar, divulgado pelo governo do Cazaquistão, apontou que a queda de um avião da Embraer pode ter sido provocada por objetos externos.

### Hipóteses

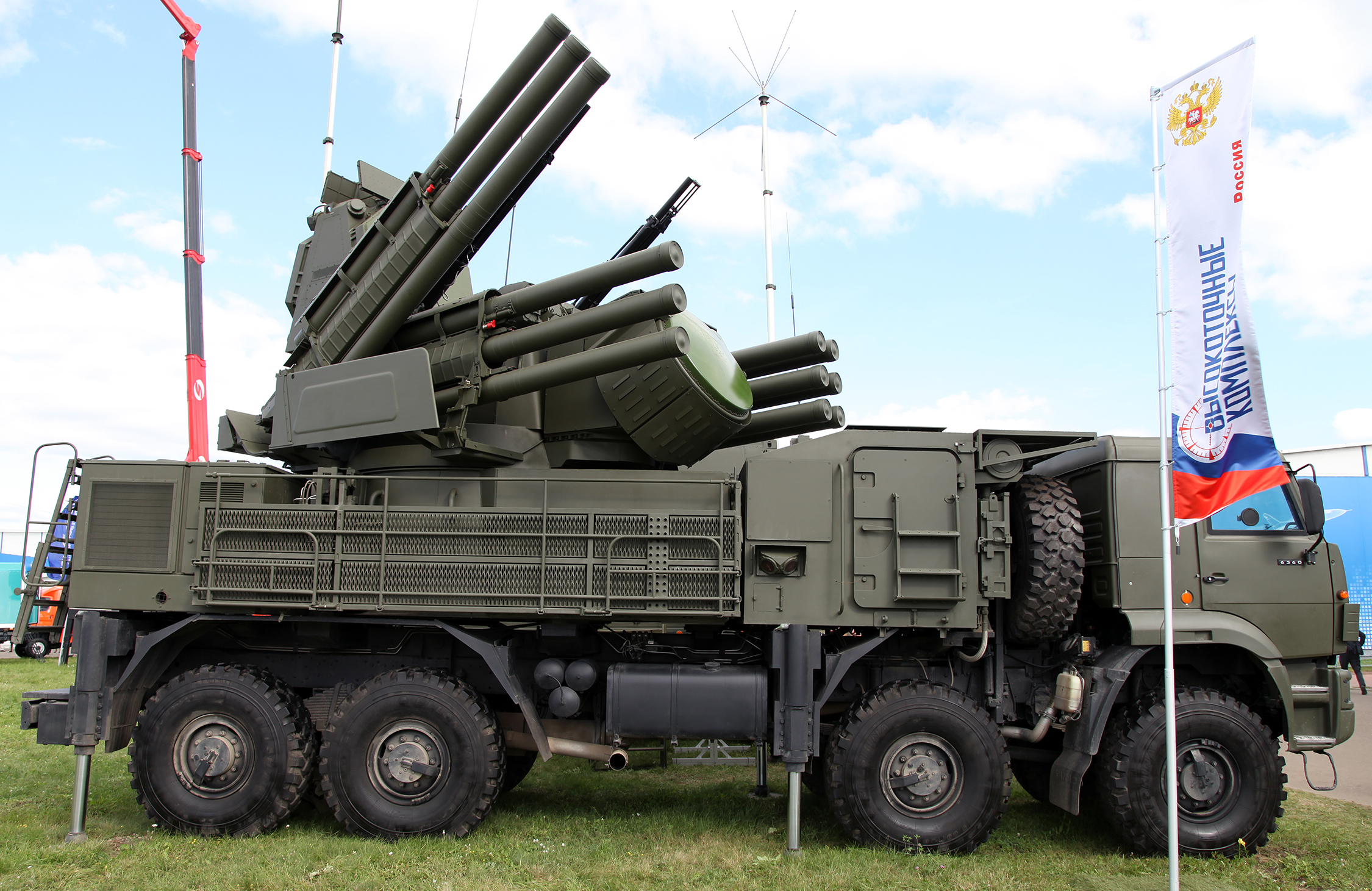
Lançador de mísseis Pantsir

O voo 8243 voava numa área onde a Rússia afirma ter abatido recentemente drones ucranianos que atacavam a Rússia, como parte da Guerra Russo-Ucraniana, quando caiu. De acordo com o Flightradar24, o voo 8243 encontrou interferência de GPS, com dados de posição ADS-B inválidos a partir das 04h25 UTC(08:25 AZT)devido à interferência significativa.
Os danos ao avião incluíram marcas aparentes de estilhaços no estabilizador vertical e nas asas, sugerindo uma explosão nas proximidades. Relatos de testemunhas relataram ferimentos, com uma mulher ferida na perna e o colete salva-vidas de outra testemunha perfurada por estilhaços. O analista militar Yan Matveyev levantou a hipótese de que os sistemas antiaéreos russos, possivelmente o Pantsir-S1, podem ter confundido o avião com um UAV devido a uma falha no sistema de identificação de amigo ou inimigo do Pantsir. Em declarações ao Türkiye Today, o analista de aviação Richard Aboulafia desafiou a hipótese de colisão com pássaros, dizendo: "Você pode perder o controle do avião, mas não sai totalmente do curso como consequência". O Türkiye Today observou que os extensos padrões de danos causados por estilhaços na fuselagem e na cauda da aeronave eram inconsistentes com os danos causados por colisões com pássaros, assemelhando-se aos impactos de munição antiaérea, acrescentando que "a concentração de furos na cauda sugere uma possível perda de sistemas hidráulicos, semelhante ao acidente do Voo United Airlines 232". Militarnyi também notou semelhanças entre este voo e um Ilyushin Il-22PP danificado por um míssil antiaéreo, afirmando que "pode-se ver a semelhança dos danos e o número de furos no casco, o que provavelmente indica danos por um fragmento de alto explosivo". O jornal online Meduza descreveu de forma semelhante evidências que sugerem que o jato foi atingido pela defesa aérea russa.
A Osprey Flight Solutions, uma empresa de segurança da aviação sediada no Reino Unido, que fornece análises para companhias aéreas que ainda voam para a Rússia, alertou os seus clientes de que um sistema de defesa aérea militar russo provavelmente tinha abatido a aeronave. Em 27 de dezembro, o The New York Times noticiou que os investigadores azerbaijanos acreditavam que um sistema de defesa aérea russo Pantsir-S1 era o responsável pelos danos.